# Isla Wihwa
La Isla Wihwa o Wihwa-do (en coreano: 위화도) es una isla fluvial en el río Amnok, situada en la frontera entre Corea del Norte y China. En la actualidad pertenece a Corea del Norte, debido a que los habitantes de las islas eran coreanos étnicos al momento de firmarse el tratado fronterizo de 1962.
Wihwa es históricamente famosa por la decisión del general Yi Songgye en 1392 que decidió dar vuelta allí con su ejército hacia el sur hasta Kaesong, en la primera de una serie de revueltas que eventualmente condujeron al establecimiento de la dinastía Joseon.
En junio de 2011, se llegó a un acuerdo con China para establecer un área común de libre comercio entre las islas Hwanggumpyong y Wihwa, en la zona de frontera entre China y cerca de Dandong.